# Broholm Skov
Broholm Skov, Braaholm Skov (dansk) eller Broholm (tysk) er et 96 ha stor skovområde beliggende i let kuperet terræn i det sydlige Angel i Sydslesvig. I administrativ henseende strækker sig skoven over både Skålby og Torsted kommuner i Slesvig-Flensborg kreds i den nordtyske delstat Slesvig-Holsten. I den danske tid hørte skoven under Kalleby Sogn (Slis Herred, Gottorp Amt). Nærliggende landsbyer er Skålby i vest, Skolderup i nord, Gejlbyskov og godset Rojum i øst og Fysing i syd. Skoven består overvejende af bøgetræer, ved siden også eg- og akstræer, i lavninger findes også elle-træer. Der er flere tilgængelige veje og vandrestier. I vest grænser skoven til Fysing Å og i øst til Gejl Bæk, som begge har afløb i Sli-fjorden. Der er en træ-bro over Fysing Å hen imod Skolderup.
Navnet Broholm er dokumenteret 1837. Navnet er en sammensætning af bro og holm. 
Kommunegrænsen mellem Skålby og Torsted kommuner går tværs gennem skovområdet.